# 하가 겐타로
하가 겐타로(芳賀健太郎, 1980년 11월 5일 ~ 일본 후쿠시마현 이와키시)은 일본의 언론인이며 NHK 소속의 남성 아나운서이다.

## 생애 및 학력
하가 겐타로(芳賀健太郎)아나운서는 1980년 11월 5일 일본 후쿠시마현 이와키시 출신이다. 혈액형은 O형이고 애칭은 하가 켄(ハガケン)이다. 그는 도쿄도에 카이세이 중・고등학교를 졸업하고 도쿄 대학교 경제학부를 졸업했다.

## 취미 및 특기
하가(芳賀) 아나운서의 취미는 드라이브와 바이크 타기이며 특기는 피아노 연주이다.

## 입사
그는 도쿄 대학교 경제학부를 졸업하고 2004년에 NHK에 입사했다. 첫 발령지인 NHK 마쓰야마 방송국에서 시작을 했는데 2006년 3월 31일까지 활동을 하다가 2006년 4월 1일 개편에 따라 2번째 발령지인 NHK 다카마쓰 방송국으로 옮겼다.
2010년 3월 중순까지 있었다. 그는 시코쿠 지방의 에히메현의 NHK 마쓰야마 방송국과 가가와현의 NHK 다카마쓰 방송국에서 보낸 후에 20010년 3월 말에 이바라키현에 있는 NHK 미토 방송국으로 옮겼다.
2013년 6월말까지 NHK 미토 방송국에서 활동하다가 2013년 7월초에 자신이 태어났던 후쿠시마현에 NHK 후쿠시마 방송국에서 2017년 3월 31일까지 활동을 하다가 2017년 4월 NHK 오사카 방송국에서 옮겼다. 하가 겐타로 아나운서는 NHK 뉴스 오하요 간사이에서 2016년 4월 4일부터 단독진행을 하다가 2018년에는 당시 NHK 방송 센터에서 있었던 니노미야 나오키 아나운서와 함께 격주로 진행을 했었고 평일 정오 NHK 뉴스 12의 오사카부를 비롯한 간사이 지방 뉴스진행 과 NHK 오사카 방송국에서 송출하고 있는 오후 2시 전국 뉴스를 진행을 했었다가 2019년 4월 1일부로 개편에 따라 NHK 후쿠시마 방송국으로 옮겼다.

## 그 외
하가 겐타로(芳賀健太郎) 아나운서는 당시 NHK 오사카 방송국 소속의 아나운서이지만 2018년 2월 5일부터 9일까지 NHK 종합 텔레비전에 뉴스 워치 9에서 당시 쿠와코 마호 아나운서의 대행과 호리 사유리 아나운서의 리포터를 대신 맡아 잠시 도쿄도에 NHK 방송 센터에서 파견근무 했었다.